# Josef Vallaster
Josef Vallaster, född 5 februari 1910 i Silbertal, död 14 oktober 1943 i förintelselägret Sobibór, var en tysk SS-Scharführer, delaktig i Aktion T4 och Operation Reinhard. Under andra världskriget var han lägervakt i Sobibór. 
På anstalten i Hartheim deltog Vallaster i gasningen av psykiskt och fysiskt funktionshindrade personer inom ramen för Nazitysklands så kallade eutanasiprogram Aktion T4. Han hade även ansvar för att de dödas kroppar kremerades. År 1942 kom han till förintelselägret Sobibór efter en kortvarig tjänstgöring i Bełżec. Den 14 oktober 1943 utbröt en revolt i Sobibór. Vallaster var en av de elva SS-män som dödades av fångarna.